# Перата, Дон
Дон Ри́чард Пера́та (родился 30 апреля 1945 года) — член Демократической партии США, президент (временный) Сената Калифорнии с 2004 по 2008 год. В ноябре 2010 года участвовал в выборах мэра Окленда, но проиграл, заняв второе место. Ныне руководит политической консалтинговой компанией.

## Ранние годы
Родился в Аламиде в семье итальянского иммигранта. Во время своего детства, он помогал своему отцу доставлять молоко с маслозавода «Лейкхёрст» в Аламиде. Перата окончил среднюю школу святого Джозефа и получил диплом Калифорнийского колледжа святой Марии. С 1966 по 1981 года в округе он преподавал английский язык, историю и граждановедение.

## Политическая деятельность
Проработав восемь лет представителем Окленда в округе, Перата в возрасте 49 лет впервые попытался баллотировался на должность контроллёра на первичных выборах Демократической партии. Перата проиграл, набрав 27,27 % голосов. Потом Ператата служил помощником временного президента Сената Калифорнии Билла Локьера. В 1996 году Перата был избран депутатом Ассамблеи штата Калифорния от Окленда, Аламиды и округа Пьедмонт. В 1998 году Перата баллотировался в Сенат штата от 9-го избирательного округа, который в настоящее время включает Аламиду, Олбани, Бёркли, Кастро-Вэлли, Дублин, Эл Собрант, Эмеривилл, Ливермор, Окленд, Пьедмонт, Ричмонд, Сан-Пабло.
В 2004 году был избран членами возглавляемой им Демократической партии Калифорнии президентом Сената штата. По положению эта должность приравнивалась к высшим и наиболее влиятельным в Сенате. Перата несколько раз переизбирался на неё до выхода на пенсию в 2008 году.

### Сенат штата Калифорния
Перата является убежденным сторонником контроля над применением оружия. Перата получил право носить заряженный пистолет в общественных местах. Он утверждал, что это было необходимо для самозащиты из-за угроз его жизни и благосостоянию своей семьи от оппонентов по законодательной деятельности.
Перата выступал за права пожилых людей, психически больных и инвалидов. Он поддерживал законодательство в целях обеспечения льгот на программы по наркотическим средствам, которое требовало от Организации по оказанию медицинской помощи субсидий на лечение психических заболеваний. Перата поддерживал законодательство, в котором закреплялись 27 миллионов долларов ежегодно для больных раком яичников и предстательной железы и законодательство по расширению доступа к скринингу рака молочной железы для женщин с низкими доходами. Он является автором законов, требующих от жилищно-коммунальных предприятий Калифорнии к договорённостей о более экологических чистых источниках энергии и поддерживал ужесточение наказания за выбросы нефтеперерабатывающих предприятий.
В начале 2005 года Ператой был внесен законопроект об улучшении инфраструктуры Калифорнии, в том числе ремонта шоссе, реформирования жилищно-коммунального хозяйства и ремонт дамбы. Губернатор Арнольд Шварценеггер начал высказываться в пользу улучшения состояния инфраструктуры, но в ноябре 2005 года в специальном избирательном бюллетене его инициативы были разгромлены. План Шварценеггера включал закрепление проблем транспорта, его инфраструктуры был дорогостоящими за счёт содержания большого количества тюрем и не решал жилищной проблемы.
В начале 2006 года, как редкое явление для политиков Сакраменто, Перата и Шварценеггер начал работать вместе, чтобы собрать воедино двухпартийной план развития инфраструктуры, который обе стороны законодательной власти могли бы охватить. Эта работа оказалась успешной, и пакет мер был одобрен избирателями Калифорнии на ноябрьском голосовании 2006 года. Эти меры направлены на улучшение состояния дорог, общественного транспорта, доступного жилья, дамбы ремонта и модернизации образовательных учреждений.
В июле 2007 года в ходе процедуры принятия бюджета штата, Перата призвал Сенат оставаться на сессии 19 часов до окончания процедуры. Для принятия бюджета Калифорнии требуется две трети голосов обеих палат парламента штата и подпись губернатора. Перате были необходимы два республиканских голоса в Сенате штата, блокирующих принятие бюджета. Республиканцы Сената штата Калифорния представили пересмотренный бюджет, нацеленный на сокращение государственных расходов и включение налоговых льгот для корпорации Fortune 500, сокращение транспортных и благосостояния, а также повышение прожиточного минимума для слепых, престарелых и инвалидов.
Государственный бюджет уже получил необходимые две трети голосов в Ассамблее Калифорнии и поддержку губернатора Шварценеггера. Перата и демократы Сената отклонили предложение республиканского бюджета и республиканцы бойкотировали заседания Сената в течение августовской недели во время своих летних каникул, когда бюджет был принят. Перата отомстил республиканцу Джеффу Денему за его бойкотирование голосования по бюджету, освободив его от должности вице-председателя Комитета неправительственных организаций и способствуя усилиям по отзыву Денема из Сената.
Завершая свою деятельность в Сенате штата, Перата сделал ряд заявлений. Он сказал, что в штате есть депутаты, ограниченные сроком пребывания в своей должности и преисполненные самыми благими намерениями, но из-за отсутствия взаимодействия с институтами власти не имеющие опыта решать проблемы более эффективно. Ещё недавно, по его словам, он был свидетелем того, как законодатели не сумели распознать тяжесть финансового кризиса и поэтому были не в состоянии ответить на него. У них не было обоснования, которое приходит только с годами.
Перата говорил о Капитолии: «Нет центра. Я говорю не о политическом центре. Нет центра поддержки, нравственного центра или чего-нибудь, оставшегося от Сакраменто».
В апрельском интервью, Перата выразил своё мнение по поводу закона, принятый под его руководством в качестве президента Сената штата Калифорния: «Всё из того, что я хотел сделать в Сакраменто, было выгодно для штата, будь то контроль за оружием или младенческая смертность — было вдвойне полезно для моего округа. Во всяком случае, моя роль заключалась в том, чтобы сделать это, у меня не было необходимости принимать или получить кредит, просто результаты».

### После Сената
Предложение по изменению сроков избирательной меры, инициатором которой вместе с Ператой был спикер Ассамблеи Фабиан Нуньец, не прошла в феврале 2008 года. Она бы позволила бы Перате ещё один срок находиться в Сенате штата и три срока — Нуньецу в Ассамблее. Предложение подверглось оппозиционной критике. Одна политически заинтересованная реклама тогда гласила следующее: «Дон Перата подвергался прослушиванию агентами ФБР по обвинению в коррупции».
В 2010 году Перата подал «заявление о намерении» баллотироваться Калифорнийский Совет выравнивания, но вместо этого решил участвовать в выборах мэра Окленда, поскольку действующий мэр Рон Деллюмс отказался от переизбрания на новый срок. В ноябре Перата, будучи одним из 9 кандидатов, принял участие на выборах мэра Окленда. Основными претендентами на выборах были члены городского совета Окленда Джин Кван и Ребекка Каплан. Перата лидировал в голосовании, но после подсчетов результатов занял второе место.
Перата также был сопредседателем Калифорнийского предвыборного комитета в пользу законов о раковых заболеваниях. Его предложение, входящее в систему мер, получило низкий рейтинг поддержки на голосовании 5 июня 2012 года. Если бы оно прошло, эта мера позволила бы выделять 500 млн долларов на исследования рака за счёт взимания нового налога (в 1 доллар) на табачные изделия в Калифорнии.

## Полемика
В начале 2004 года газета Сан-Франциско Кроникл сообщила, что друг и соратник Ператы Тимоти Стейплс получил 313 тысяч долларов от политических кампаний, инициированных и поддерживаемых Ператой. В то же время, на основании финансовой документации и интервью с сенатором, Стейплс платил Перате 100 тысяч долларов в год за консультации, которые были включены в заработанную плату Ператы в Сенате. После этого раскрытия, Фонд прав налогоплательщиков и потребителей отправил письмо в Сенат штата, в котором было заявлено, что оплата Ператой консультационных услуг выглядит как «сложный и незаконный механизм по отмыванию денег». На той же неделе сенатский Комитет по этике начал расследование по этому делу, но приостановил его в следующем месяце придя к выводу, что сделка не нарушают норм поведения Сената и относится к случаю конфликта интересов.
В том же месяце та же газета заявила о новой сделке сенатора. Начиная с 1999 года, согласно финансово-отчётных документов, со средств избирательного фонда и других политических комитетов Перата заплатил «Стратегиям выхода» 743 тысячи долларов. «Стратегии выхода» была фирмой политической почтовой рассылки, которая была запущена сыном Ператы Ником в 1999 году и располагалась в доме его отца в Аламида-Канти. По собственной бухгалтерии, «Стратегии выхода» заплатила сенатору 138 тысяч долларов за аренду помещения и консультационные услуги. Сенат снова постановил, что это не нарушение, а вопрос имущественных отношений.
В начале ноября 2004 года Перата стал главным объектом проверок Министерства юстиции с одобрения президента-республиканца Джорджа Буша-младшего. ФБР, Прокуратура и Большое жюри проверяли Перату на наличие взяток и откатов от друзей в обмен на его помощь.
В 2006 году Перата был связан с деньгами от индейских племён в то же самое время, когда внесённый законопроект расширил права индейцев.
В том же году Перату критиковали, когда он называл бедных белых жителей округа Сан-Диего «хлопушками» за их противодействие его законопроекту, направленного на получение водительских прав нелегальными мигрантами.
В 2007 году альтернативный еженедельник области залива East Bay Express опубликовал две подробности в расследовании дела Ператы. В статье предположили, что между 1998 и 2007 годами Ператой было потрачено на партийную агитацию более 1 млн долларов и богатый образ жизни более одной четверти от общего капитала, что способствовало повышению шансов для переизбрания. Той же публикацией утверждалось, что Перата манипулировал обстоятельствами, такими как антивоенные настроения, для собственных политических целей и использовал пожертвования на политические кампании по своему усмотрению.
Расследование ФБР длилось пять лет. Никаких арестов и обвинений не производилось, и в 2009 году чиновники Министерства юстиции закрыли дело по причине недостаточной юридической базой для предъявления обвинения.

## Личная жизнь
Перата имеет дочь и сына.